# Houx
Ilex aquifolium
Pour les articles homonymes, voir Houx (homonymie).
Espèce
Classification phylogénétique
Répartition géographique
Statut de conservation UICN

 LC  : Préoccupation mineure
Le Houx commun (Ilex aquifolium L., 1753) est une espèce d'arbustes, ou de petits arbres, à feuillage persistant de la famille des Aquifoliacées, couramment cultivés pour leur aspect ornemental, notamment grâce à leurs fruits rouge vif. C'est l'une des très nombreuses espèces du genre Ilex et la seule qui pousse spontanément en Europe.
C'est une espèce de sous-bois assez commune en Europe jusqu'à 1 500 m d'altitude. Les rameaux couverts de drupes qui persistent tout l'hiver sont recherchés au moment des fêtes de Noël, et son feuillage persistant lui vaut d'être considéré comme une des plantes du nouvel an avec le buis, le laurier, l'if, le lierre, le genévrier, l'ajonc et le gui.

## Étymologie

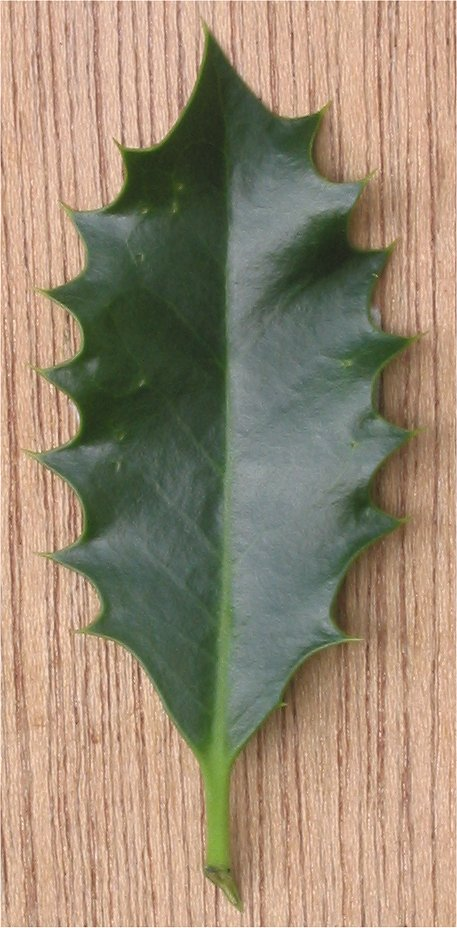
La feuille épineuse est à l'origine de l'étymologie du houx.

Le terme « houx » est issu du vieux bas francique *hulis, terme reconstitué d'après l'ancien haut allemand hulis, huls. La racine se retrouve dans l'anglais holly, le néerlandais hulst et l'allemand Stechhülsen. Il est apparenté au gaélique cuillean et au breton  kelenn, et dérive probablement du proto-indo-européen *kulisos désignant une plante épineuse.
L'adjectif épithète spécifique aquifolium, emprunté par Carl von Linné à Pline, signifie littéralement « à feuille épineuse » (de folium, feuille et acus, aiguille), tandis que le nom Ilex, qui désignait en latin le chêne vert, a été choisi pour la ressemblance des feuilles.
La logique aurait dû commander l'ordre inverse puisque Aquifolium ou Acrifolium (de acer, acris, aigu) désignait déjà en latin le houx. Les mots italien agrifoglio et occitan grefuèlh sont issus directement du latin acrifolium.
Le Houx commun a eu une certaine postérité : il a donné les noms houssaie (« lieu planté de houx »), houssine (« baguette de houx »), houssoir (« balai de houx »), d'où est venue l'expression houssiner (battre avec une houssine), houspigner (peigner avec un houssoir) transformée plus tard en houspiller (maltraiter, tourmenter).

## Noms vernaculaires et toponymie
Un lieu planté de houx s'appelle une houssaie avec le suffixe latin -etum, au féminin -eta et graphié -ey /-ay (masculin) ou -aye (féminin) qui sert à désigner un lieu planté d'arbres appartenant à la même espèce. La houssière (avec le suffixe -ière, suffixe de localisation à l'origine) désigne un fourré de houx.
En France du nord (de langue d'oïl), ce nom est fréquent en toponymie pour désigner des communes et des lieux-dits avec diverses variantes : Chabidus, La Houssaye, La Houssoye, Houssay, Housseras, Housset, Houssière, Oussières… On le retrouve également dans le toponyme breton Kelenneg, ayant donné Quelneuc.
En France du sud (de langue d'oc ou francoprovencale) et au sud du domaine d'oïl, on trouve des Agresle (en Brionnais), Aigrefeuille, Arfeuil, Arpheuilles, Grandfuel (en Aveyron) ou Griffeuille (un quartier de la ville d'Arles), avec des graphies et des phonétiques plus ou moins francisées. Dans le domaine du gascon, agreoèr, agreular, agreulèra, sur agreu.
Le toponyme britannique Hollywood signifie « le bois de houx, la houssaie », il est constitué des éléments holly « houx » et wood « bois »,.

## Description

L'hétérophyllie du houx avec cinq feuilles qui proviennent du même individu.

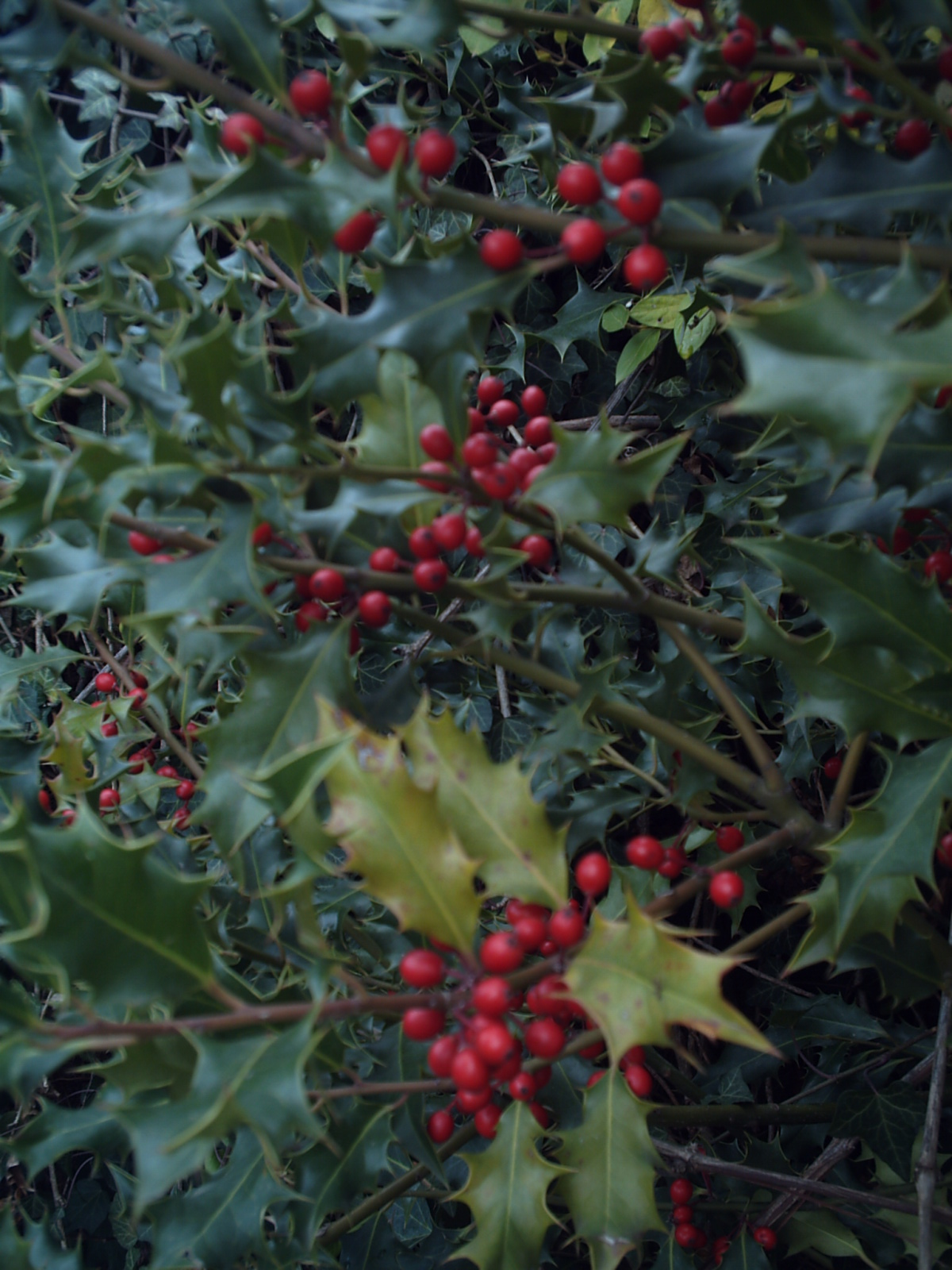
Houx rouge.

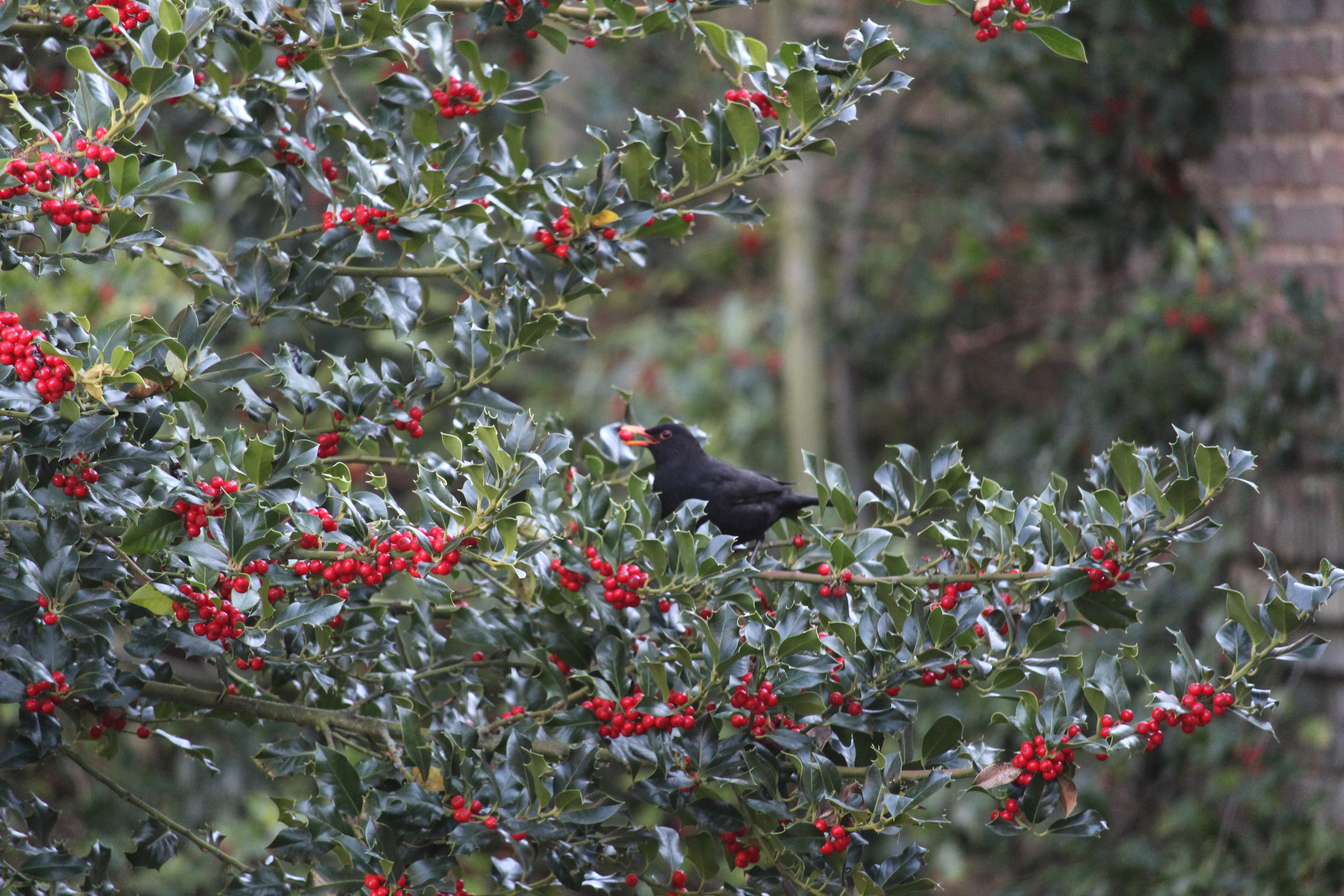
Merle mangeant une baie de houx.

### Appareil végétatif
Le Houx commun est un arbuste à croissance très lente, à port buissonneux (ramification dense et assez irrégulière les premières années, lui donnant par la suite un port conique ou arrondi), dont la taille adulte est généralement de quatre à six mètres. Certains pieds peuvent former de véritables arbres et atteindre 20 m de haut. Le houx peut vivre jusqu'à 300 ans et au-delà. L'écorce, d'abord jaune verdâtre et lisse, devient gris jaunâtre puis noirâtre et finement crevassée avec l'âge. L'arbuste rejette de souche et se marcotte facilement.
Ses feuilles alternes, simples, ont un pétiole court (10 à 15 mm) et un limbe foncé de 5 à 7 cm de long, de forme générale ovale, au bord ondulé et épineux, parfois lisse sur les individus âgés. D'un vert brillant foncé (luisant) à leur face supérieure, plus pâles sur leur face inférieure, elles sont ondulées, dentelées, avec des bords plus ou moins épineux. Certaines variétés ont le feuillage panaché de blanc. Ces feuilles persistent généralement trois ans. Elles ont deux caractéristiques principales : une coriacité due à la lignification des tissus périphériques (hypoderme de la feuille de Houx) et de l'épaississement de la cuticule qui ont pour rôle de réduire l'évapotranspiration et de dissuader les larves phytophages ; des organes foliaires se présentant sous plusieurs formes, allant des feuilles hérissées de piquants très vulnérants jusqu'à des feuilles à bord entier, avec tous les termes de passage entre les deux (phénomène d'hétérophyllie). Les rejets issus de rameaux broutés présentent toujours une croissance annuelle plus faible et un degré de spinescence plus important. De même, les feuilles d'hiver sont plus épineuses, dissuadant les brouteurs en quête de nourriture. Cette adaptation de défense contre les grands mammifères herbivores (bovins, caprins, chevreuil et chevaux) montre le contrôle épigénétique de la plasticité phénotypique de l'appareil végétatif.

### Appareil reproducteur
C'est une espèce dioïque (avec des individus mâles et femelles séparés), on peut néanmoins trouver des individus monoïques. Les fleurs blanches plus ou moins rosées, de petite taille (6 mm de diamètre environ), tétramères (4 pétales, 4 sépales, 4 étamines et ovaire à 4 stigmates) ou plus rarement pentamères, sont groupées en petites cymes apparaissant sur de courts pédicelles à l'aisselle des feuilles vers mai-juin. Les pétales sont soudés à la base (fleurs gamopétales). Les étamines alternent avec les pétales et sont soudées à la base de la corolle. Les fleurs femelles portent des staminodes, sortes d'étamines stériles, l'ovaire supère est formé par la réunion de 4 carpelles soudés et porte une stigmate sessile à 4 lobes. Les fleurs mâles portent des étamines et un pistillode. Les pieds femelles ont besoin d'au moins un pied mâle dans les environs pour fructifier. La pollinisation est entomophile.
Les fruits, appelés cenelles (ou encore senelles) qui n'apparaissent que sur les pieds femelles, sont de petites drupes sphériques de 8 à 10 mm de diamètre, longtemps vertes puis jaunes et rouge éclatant (parfois restant jaunes) à maturité, qui contiennent deux à quatre noyaux jaunâtres striés, enserrant une graine lignifiée. Ces fruits qui mûrissent en fin d'été ont une toxicité légère. Persistant tout l'hiver, leurs graines sont dispersées naturellement par les oiseaux (merles et grives), assez friands de la chair farineuse des fruits (dispersion par ornithochorie).

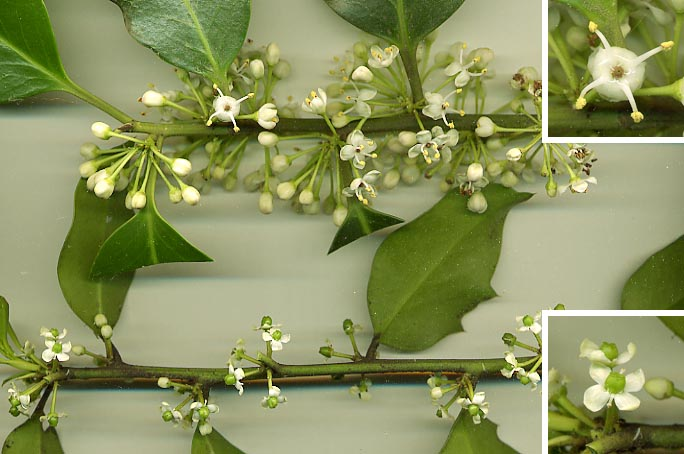
Fleurs de houx commun, mâles en haut, femelles en bas.
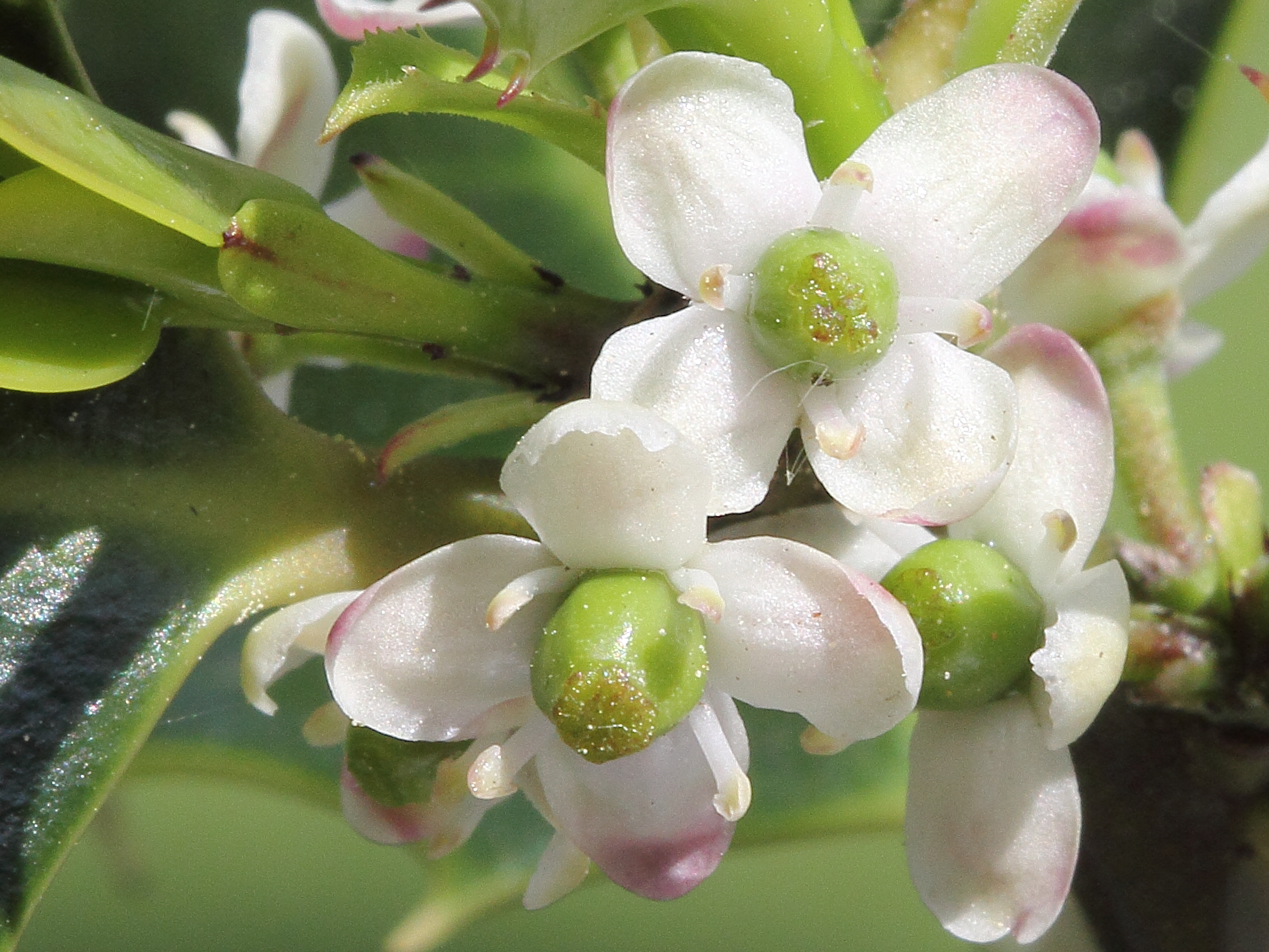
Fleur femelle portée par un long pédoncule, présentant 4 staminodes stériles et un gros ovaire supère à style réduit et stigmate lobé.
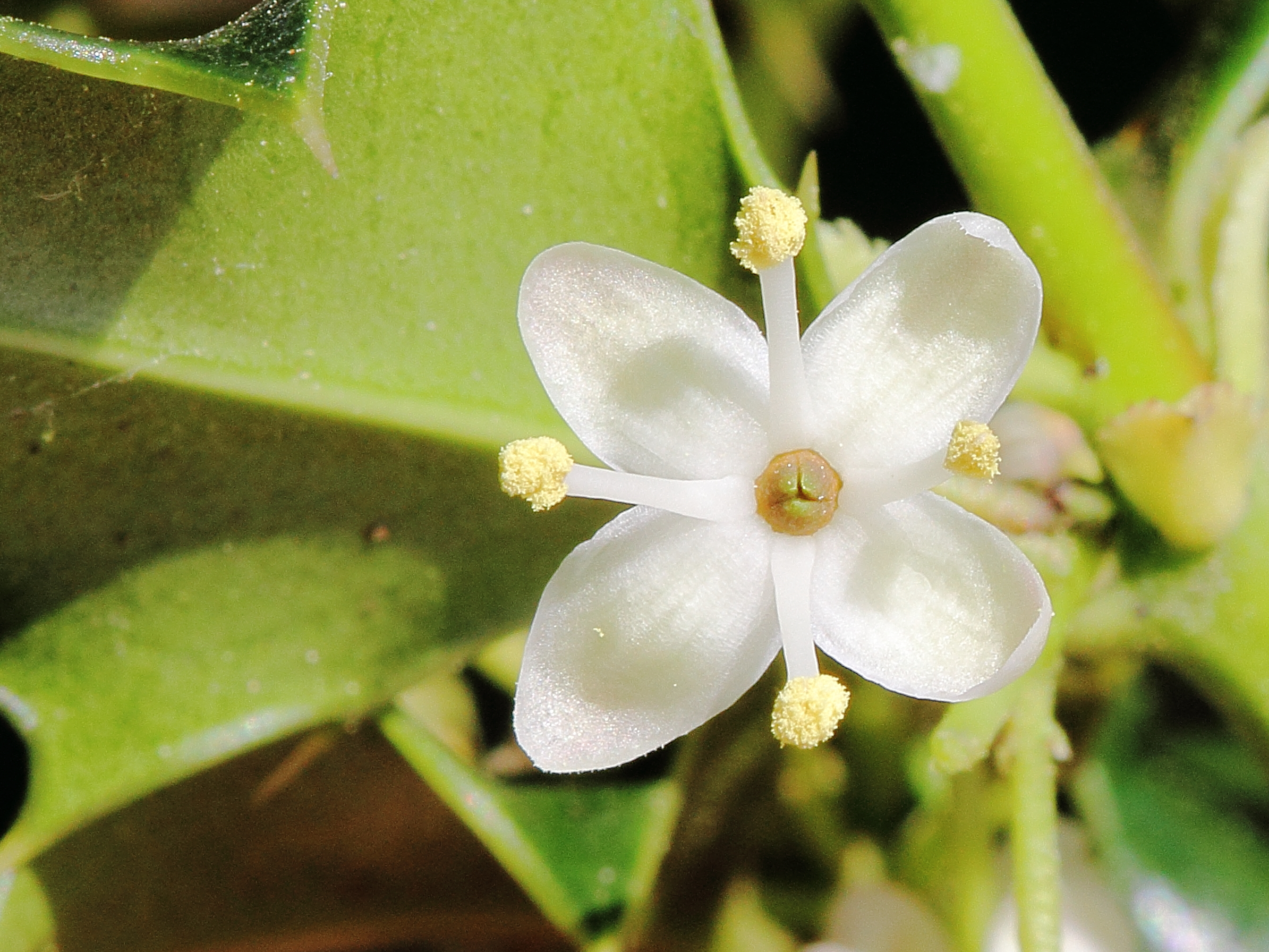
Fleur mâle portée par un court pédoncule, présentant 4 étamines alternipétales et un pistillode
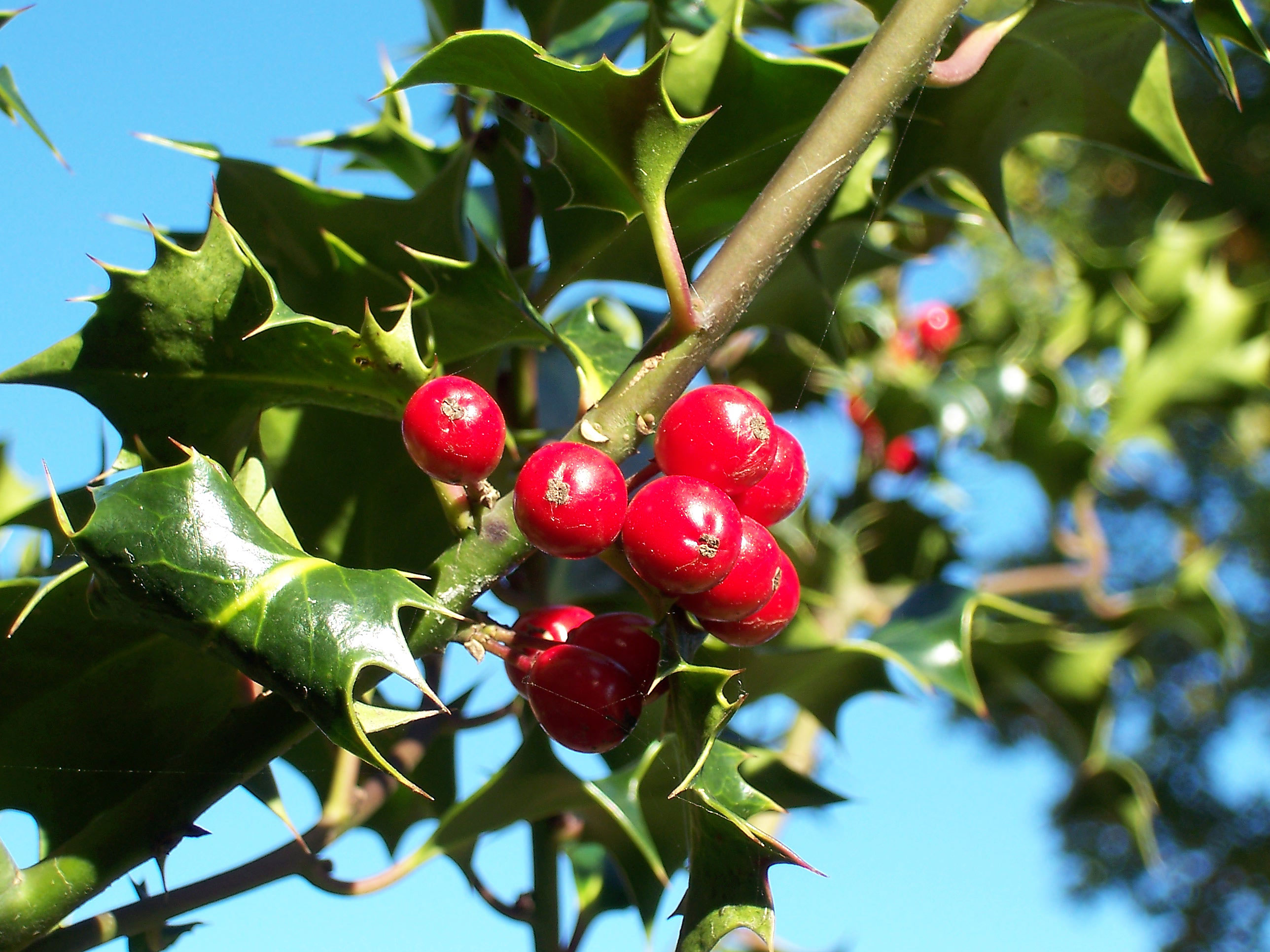
Fruits : drupes rouge vif.

## Écologie
On peut observer le papillon Citron hivernant dans son feuillage.

### Biotope
Le Houx commun préfère les sols riches à tendance acide. Il fait partie des essences dites de mi-ombre à sciaphiles, qualifiées de « dryades », se contentent pour se régénérer du sous-bois ou de phénomènes de substitution ou, encore, de petites trouées. Cet arbuste sempervirent se maintient en effet sous forêts par son aptitude à la photosynthèse hivernale.

### Distribution
Cette espèce est native des régions tempérées de l'ancien monde :
- Afrique du Nord, de la Tunisie au Maroc ;
- Europe occidentale et méridionale, du Royaume-Uni et du Portugal à l'Albanie et à la Roumanie ;
- Asie occidentale, de la Turquie à l'Iran.

Elle est naturalisée sur d'autres continents comme l'Amérique du Nord et l'Australie. Sur la côte ouest de l'Amérique du Nord, de la Californie à la Colombie-Britannique, I. aquifolium peut rapidement coloniser les milieux ensoleillés comme ombragés et nuire aux espèces indigènes. Pour cette raison, l'espèce est considérée envahissante en Colombie-Britannique, en Californie et à Portland , tandis qu'elle fait l'objet d'un suivi dans l'État de Washington.
C'est une espèce de sous-bois, qui croît en plaine et en montagne, jusqu'à 1 500 m d'altitude voire plus dans les régions les plus méridionales de son aire d'expansion. On la trouve surtout en terrains acides, plutôt dans des stations fraîches, mais se plaît aussi dans les terres calcaires pourvu que le degré hygrométrique de l'air soit suffisant. Ne supporte pas les situations trop froides.
Lorsqu'il est en situation favorable, le houx se marcotte facilement et peut devenir envahissant. Il rejette également bien de souche.
En France, le Houx commun est présent dans la quasi-totalité du pays. Des peuplements remarquables existent dans plusieurs sites méridionaux, notamment dans la forêt de Stella en Haute-Corse, la forêt de Valbonne dans le Gard, dans le massif du Caroux (Hérault) et dans le massif de la Sainte-Baume (Var).

## Propriétés
Le Houx commun contient dans son feuillage ainsi que dans ses fruits des alcaloïdes, notamment la théobromine, l'acide caféique, l'ilixanthine mais aussi la ménosdaurine et l'ilicine, glycosides cyanogénétiques mais qui ne libèrent pas leur radical cyanure HCN par hydrolyse. La consommation massive des fruits risque d'entraîner des vomissements et des troubles digestifs, voire, si la quantité est très importante, des troubles neurologiques qui peuvent conduire à la mort. L'intoxication grave est ainsi rare. Même si des jeunes enfants sont tentés de manger ces fruits aux couleurs vives souvent présents dans les maisons pendant les fêtes de fin d'année, les drupes amères sont émétiques, le vomissement empêchant d'en consommer une grande quantité. Cette toxicité est surtout présente dans les fruits, les très jeunes pousses pouvant être consommées en salade ou en garniture d'omelettes.
Toutefois, cette plante fut employée autrefois en médecine populaire, tant par voie externe pour son pouvoir résolutif (sous forme de cataplasmes de feuilles fraîches broyées) ou par voie interne pour son pouvoir fébrifuge, antispasmodique et expectorant (sous forme de décoction de feuilles ou de macération dans du vin). Dans certaines régions d'Europe, comme l'Alsace, de l'alcool blanc est produit à partir de fruits fermentés et distillés. Ses propriétés toniques se retrouvent dans l'Ilex paraguariensis, le « thé du Paraguay » dont les feuilles riches en caféine sont torréfiées, pulvérisées et infusées dans l'eau chaude, permettent de produire le maté. En Allemagne, dans la Forêt-Noire, on buvait en guise de thé une infusion à base de feuilles de ce houx européen.

## Prédateurs du houx

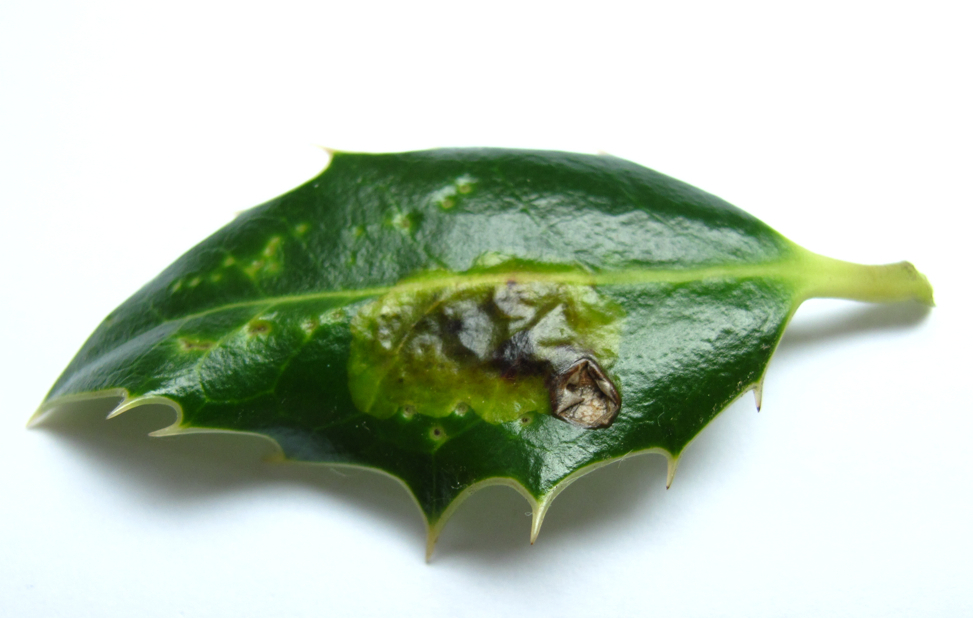
Piqûres de nutrition de la mouche du houx et ancienne mine de sa larve qui se termine par une tache brune. L'épiderme déchiré marque certainement le trou de bec de la mésange bleue, principale espèce prédatrice de la larve qui entend le bruit qu'elle fait lorsqu'elle s'agite dans sa loge.

Peu d'insectes attaquent le houx. Parmi les principaux ravageurs, on peut citer :
- la mouche du houx (Phytomyza ilicis Curtis, Agromyzidae). Ce minuscule diptère, inféodé au houx, a une larve mineuse qui fore une galerie (la mine) dans le limbe des feuilles sans toutefois causer de dégâts très importants. Les piqûres de nutrition et d'anciennes mines sont souvent visibles sur les feuilles ;
- le puceron du houx (Aphis ilicis Kaltenbach, Aphididae). Ce puceron noirâtre, strictement inféodé au houx s'attaque surtout aux jeunes pousses et jeunes feuilles qu'il abandonne lorsqu'elles deviennent trop coriaces ;
- la tordeuse des canneberges (Rhopobota naevana Hübner, Tortricidae). Ce papillon est surtout nuisible par ses chenilles à la tête noire d'un centimètre de long qui dévorent les jeunes feuilles de divers arbustes, dont, outre le houx, le myrtillier et la canneberge, puis se construisent des nids en assemblant de jeunes feuilles avec des fils de soie.

En revanche, la pyrale du buis ne ferait pas partie des ravageurs du houx.

## Utilisation

### Plante ornementale

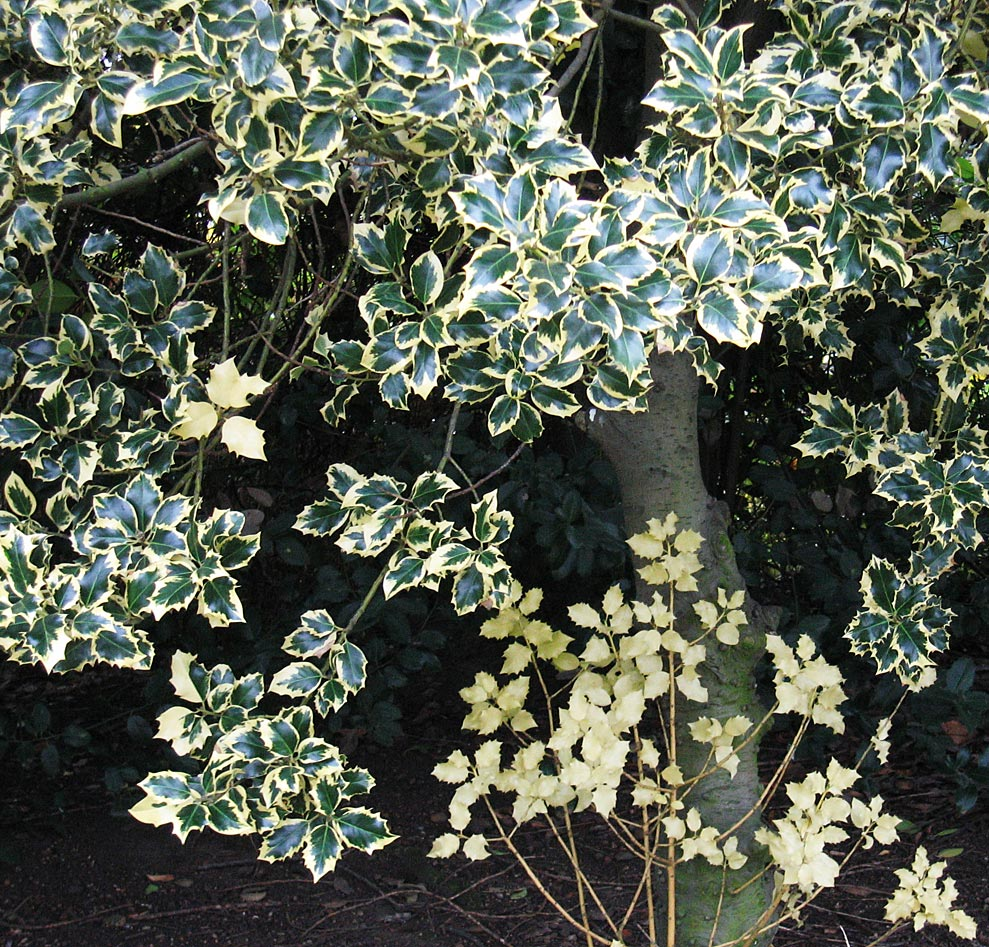
La variégation est utilisée pour les houx à feuilles panachées.

Le houx est très souvent cultivé dans les jardins pour ses qualités ornementales. C'est une plante qui supporte très bien les situations ombragées ou semi-ombragées, les variétés à feuillage panaché supportent cependant très bien le grand soleil. C'est une plante relativement rustique qui peut supporter des gelées ponctuelles jusqu'à −15 °C. Toutefois certains cultivars sont moins rustiques. Sa multiplication se fait principalement soit par semis, soit par bouturage avec l'aide d'hormones ou par greffe. Ses nombreuses variétés sont le plus souvent reproduites par voie végétative (clones) et n'existent souvent que dans leur forme mâle ou femelle. Son port compact et son feuillage persistant permettent de l'employer également dans l'art topiaire.
Les rameaux de houx portant des fruits sont vendus par les fleuristes comme décoration de Noël. Ils sont parfois utilisés aussi à l'occasion de la fête des Rameaux.
C'est une espèce également utile pour former des haies semi-défensives.
Le houx a peu d'ennemis en culture. Il peut être sujet à des attaques de pucerons ou de cochenilles sur le feuillage.

### Cultivars et hybrides

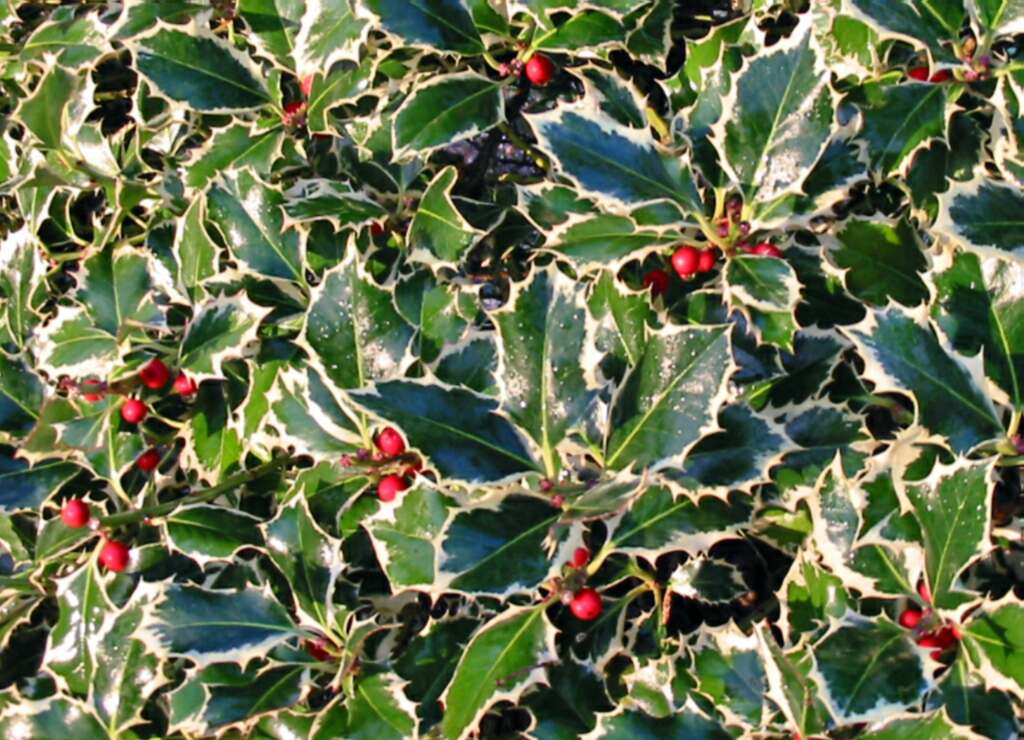
Houx panaché 'Aureomarginata'.

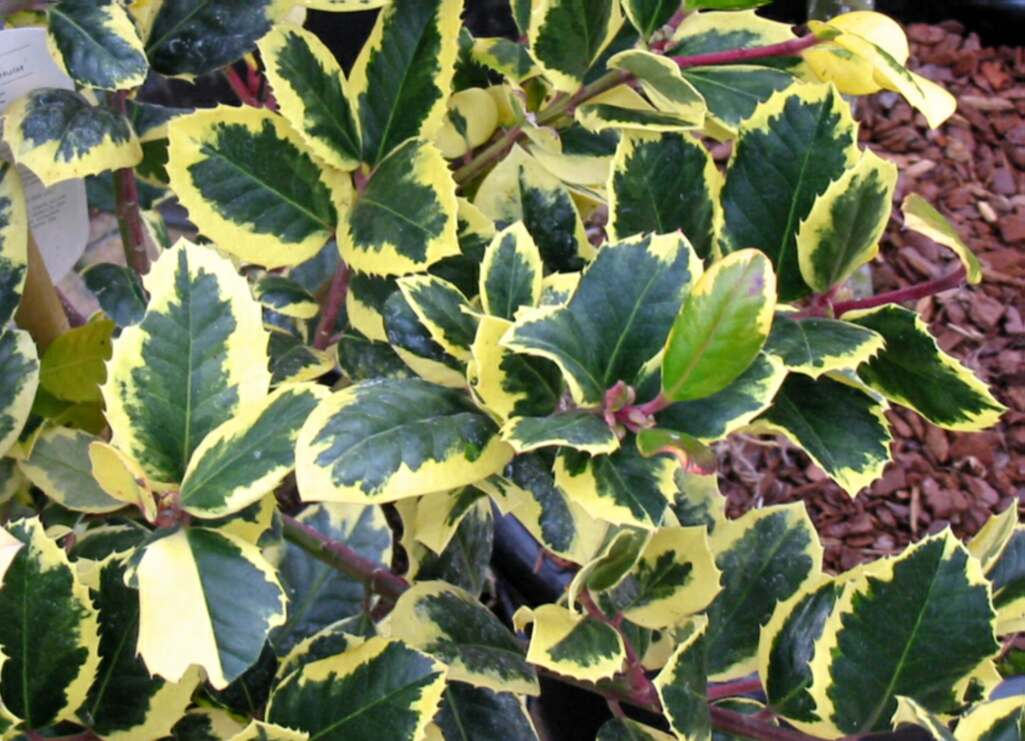
Houx panaché Ilex × Altaclerensis 'Golden King'.

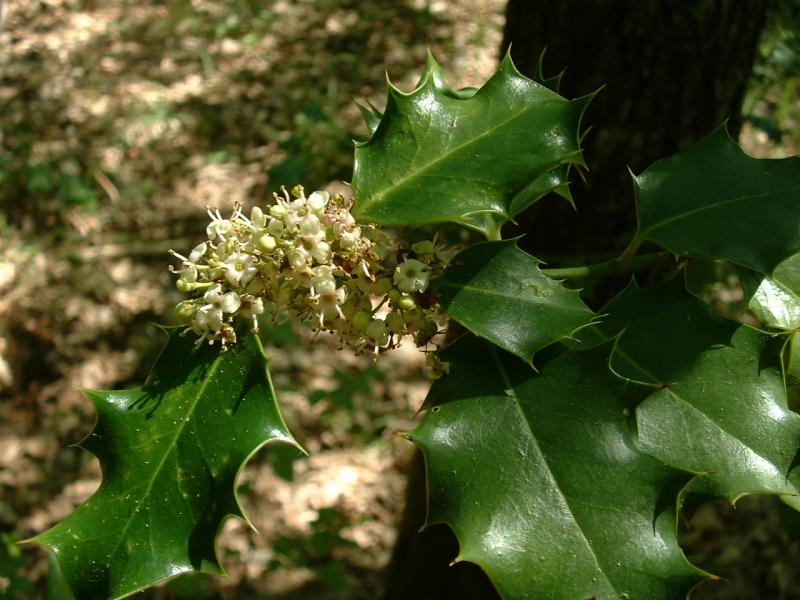
Houx (feuilles et inflorescence).

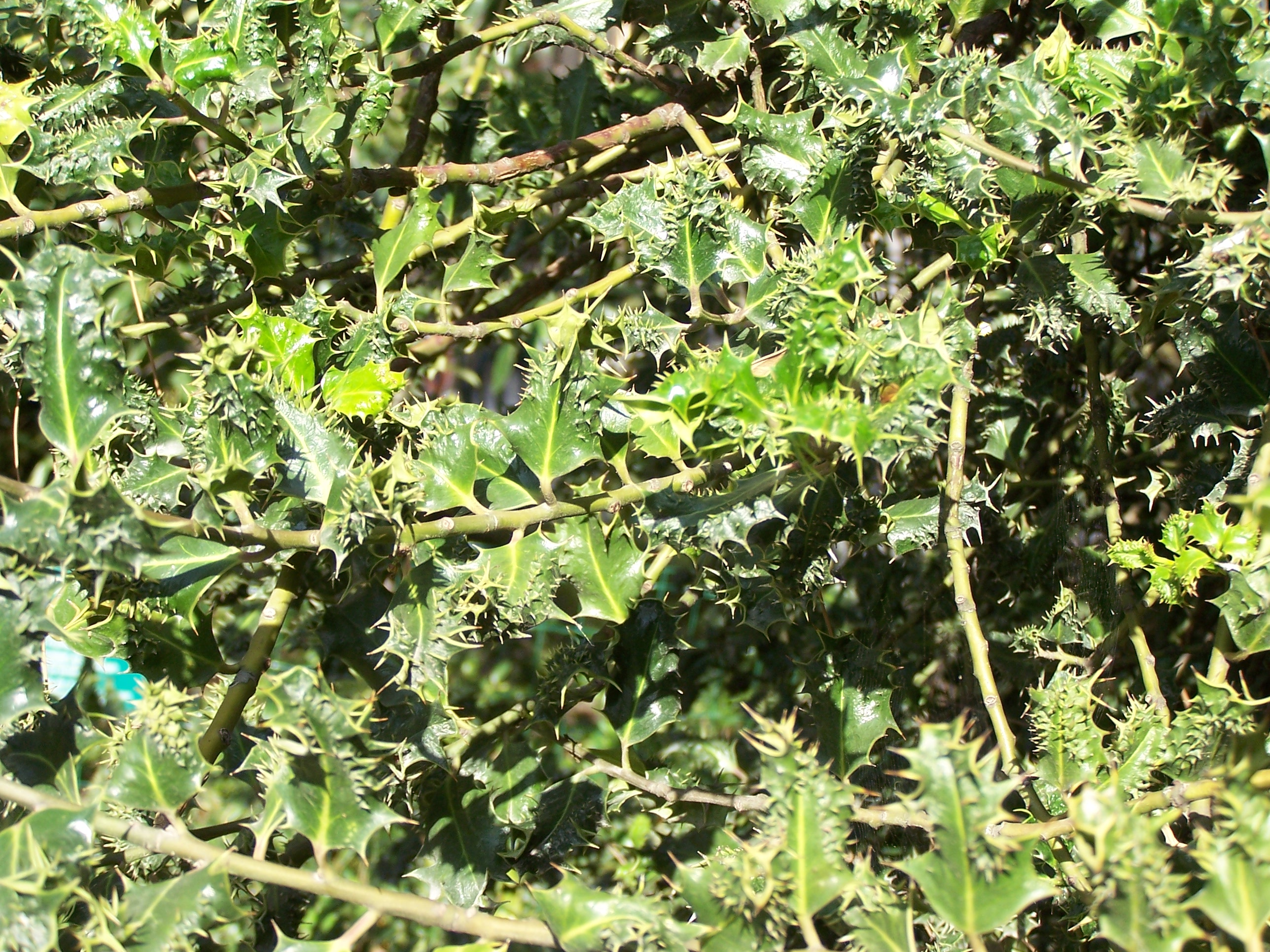
Houx aquifolium ferox.

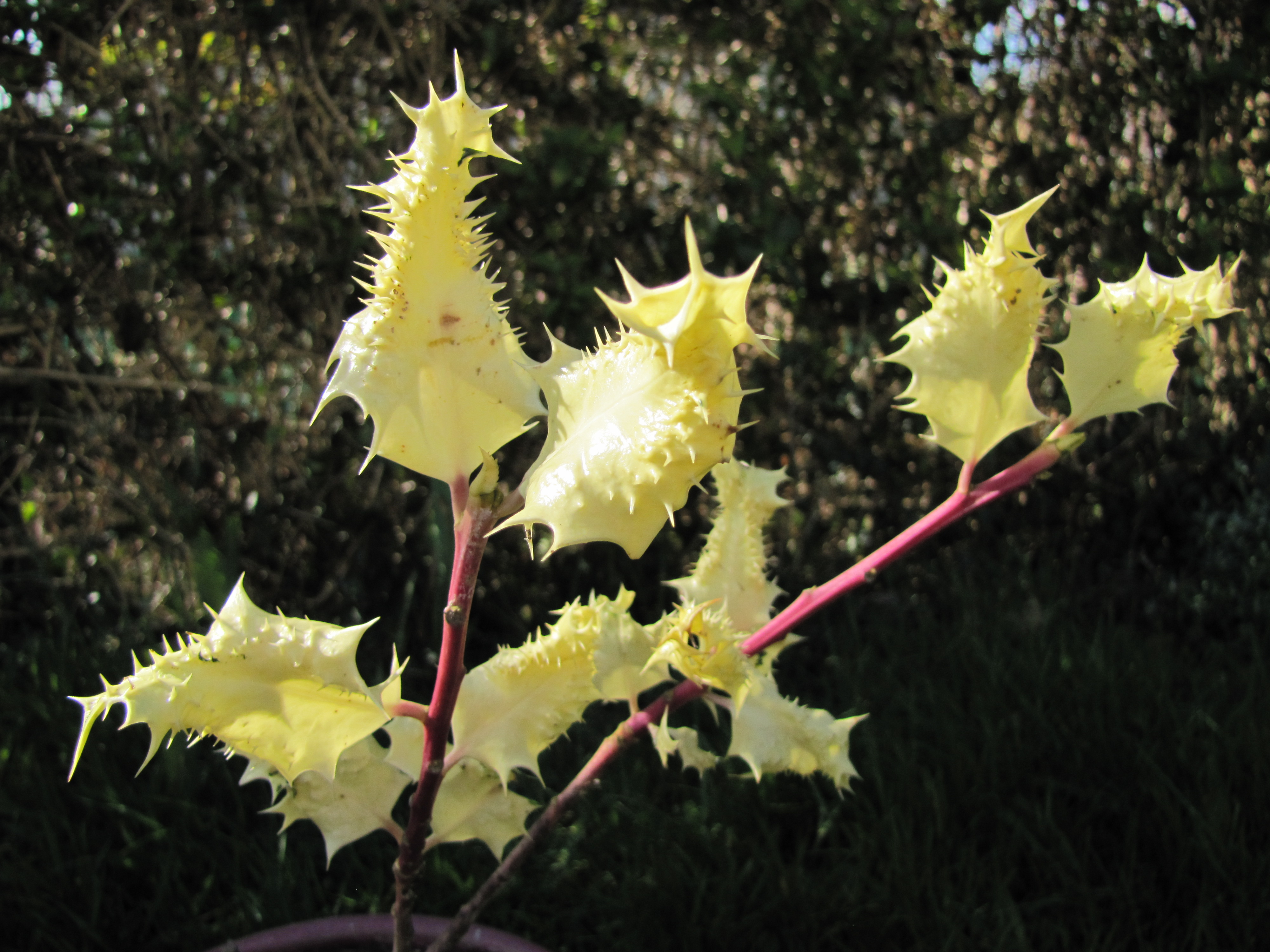
Feuilles de houx Férox.

- Ilex aquifolium, le houx commun.
- Ilex aquifolium 'Alaska', à la végétation compacte, vert foncé, fruits rouge vif, clone femelle.
- Ilex aquifolium 'amber', aux feuilles entières, elliptique, vert moyen, et aux fruits jaunes.
- Ilex aquifolium 'albomarginata', aux feuilles bordées de blanc.
- Ilex aquifolium 'angustifolia', aux feuilles étroites et pointues.
- Ilex aquifolium 'aureomarginata', aux feuilles bordées de blanc.
- Ilex aquifolium 'aurifodina', aux tiges pourpres, clone femelle très fructifère.
- Ilex aquifolium 'bacciflava', aux fruits jaunes, forme qui se rencontre à l'état naturel.
- Ilex × koehneana 'Chestnut Leaf' 6 × 4 m. Grande feuille persistante en forme de châtaignier, baies rouges.
- Ilex aquifolium 'crassifolia', aux jeunes pousses pourpres, croissance très lente.
- Ilex aquifolium 'crispa', aux feuilles entières, tordues, clone mâle.
- Ilex aquifolium 'crispa aureopicta', semblable aux précédent, avec le centre des feuilles jaune.
- Ilex aquifolium 'ferox', le houx hérisson, aux feuilles très épineuses (c'est un clone mâle).
- Ilex aquifolium 'ferox argentea', semblable au précédent, mais feuilles à bordure argentée, arbuste à croissance plus lente.
- Ilex aquifolium 'pendula', à port pleureur, retombant jusqu'au sol (clone femelle).
- Ilex aquifolium 'pyramidalis', à port dressé et aux feuilles elliptiques entières.
- Ilex aquifolium 'pyramidalis aureomarginata', aux feuilles elliptiques, étroites, bordées de jaune, sans épines, très fructifère.
- Ilex × altaclerensis, variétés dont certaines à feuilles panachées, issues d'un hybride Ilex aquifolium × Ilex perado.
- Ilex × meserveae, série de cultivars créés aux États-Unis à partir d'hybrides d’Ilex aquifolium (houx d'Europe) et d’Ilex rugosa (houx du nord du Japon) : plantes vigoureuses, très décoratives, à végétation compacte et très fructifères.
- Ilex × meserveae 'Blue Princess' est un houx dont les feuilles d'un bleu-vert luisant sont dentées sur le même plan et les fleurs roses et blanches.

### Glu
En pilant l'écorce interne du houx au mortier, on préparait la glu, substance visqueuse employée pour piéger les oiseaux.
Jacques-Christophe Valmont de Bomare décrit la préparation de la glu :
« Les Anglois font, de la manière suivante, avec de l'écorce de houx la glu propre à prendre les oiseaux à la pipée. Au mois de Juin et de Juillet on pèle une certaine quantité d'arbres de houx dans le temps de la sève, on jette la première écorce brune & on prend la seconde ; on fait bouillir cette écorce dans de l'eau de fontaine pendant sept ou huit heures, jusqu'à ce qu'elle soit attendrie : on en fait des masses que l'on met dans la terre et que l'on couvre de cailloux, en faisant plusieurs lits les uns sur les autres, après avoir préalablement fait égoutter toute l'eau : on les laisse fermenter et pourrir pendant quinze jours ou trois semaines, jusqu'à ce qu'elles se changent en mucilage : on les retire et on les pile dans un mortier, jusqu'à ce qu'on puisse les manier comme de la pâte ; après cela on les lave dans de l'eau courante, & on les pétrit pour enlever les ordures : on met cette pâte dans des vaisseaux de terre pendant quatre ou cinq jours, pour qu'elle jette son écume et qu'elle se purifie ; ensuite on la met dans un autre vaisseau convenable, et on la garde pour l'usage. La meilleure glu est verdâtre, et ne doit point avoir de mauvaise odeur. »
« Comme les espèces de glu, notamment celle de houx qui passe pour la meilleure, perdent promptement leur force, et qu'elles ne peuvent servir à l'eau, on en a inventé une sorte particulière qui a la propriété de souffrir l'eau sans dommage. Voici comme il faut la préparer : joignez à une livre de glu de houx bien lavée et bien battue, autant de graisse de volaille qu'il est nécessaire pour la rendre coulante ; ajoutez-y encore une once de fort vinaigre, demi-once d'huile et autant de térébenthine ; faites bouillir le tout quelques minutes à petit feu, en la remuant toujours, et quand vous voudrez vous en servir, réchauffez-le : enfin, pour prévenir que votre glu se gèle en hiver, vous y incorporerez un peu de pétrole. Cette glu est non-seulement propre à prendre les oiseaux, mais elle sert aussi à sauver les vignes des chenilles et à garantir plusieurs plantes particulières de l'attaque des insectes »

### Autres usages
Le bois de houx est d'usage peu courant car il est rare que l'on coupe des arbres bien formés. C'est un bois néanmoins apprécié des maquettistes, des marqueteurs et des tourneurs, en particulier pour la fabrication des pièces blanches des jeux d'échecs. Il est dense et homogène, assez lourd (densité : 0,95), à grain fin, de couleur blanc nacré (parfois crème ou rose, pouvant devenir brun au centre, parfois avec des nuances verdâtres) et relativement facile à travailler. Bois flexible, il connaissait de nombreux emplois domestiques et artisanaux (cannes, manches d'outils, fouets et cravaches, houssines, instruments de dessin). Le houx est aussi utilisé pour faire des languettes dans les sautereaux des clavecins. Le plus célèbre objet en bois de houx est la canne de marche de Goethe, visible au musée de Weimar, mais aussi la baguette magique d'Harry dans la saga Harry Potter (les feuilles persistantes du houx en faisant un arbre magique symbole d'éternité, utilisé par les druides et les sorciers).
Grâce à ses fruits persistants durant l'hiver, le houx est une espèce précieuse pour certaines espèces d'oiseaux qui s'en nourrissent, comme les merles noirs, les grives et les pigeons ramiers.
Sa forme buissonnante est intéressante également pour former un couvert à gibier dans les bois.
Le houx, associé parfois au hêtre que l'on plessait, servait dans certaines régions de France à réaliser des haies de clôture naturellement infranchissables par le bétail.
L'élixir floral préparé à partir des fleurs du houx est connu sous l'appellation anglophone Holly. La méthode de préparation est l'eau florale ébullisée[précision nécessaire]. Cet élixir est censé ré-harmoniser les états d'esprit négatifs tels la haine, la jalousie, la malveillance, l'envie, la suspicion, la cupidité, la vengeance.

## Bouturage
Le bouturage est un moyen de reproduire cet arbre à l'identique ; il exige cependant un peu de patience car, du fait de leur croissance lente, les jeunes plants demandent plusieurs années pour atteindre une bonne taille.

### Méthode
1. En été, coupez des rameaux latéraux jeunes mais déjà bien rigides de 15 cm de longueur. Supprimez quelques feuilles à la base et l'extrémité du rameau.
2. Trempez la base de la bouture dans de la poudre d'hormone. Plantez dans un mélange composé à parts égales de sable et de tourbe, sous châssis, en recouvrant d'un plastique transparent. Laissez tout l'hiver sous châssis (Température optimale : 5 à 7 °C).

Plantez les boutures au jardin le printemps suivant.
On peut aussi reproduire cet arbre par marcottage.
Pour avoir des jeunes houx plus vigoureux, cultivez-les deux ans en pot avant la plantation définitive au jardin.

## Symbolique

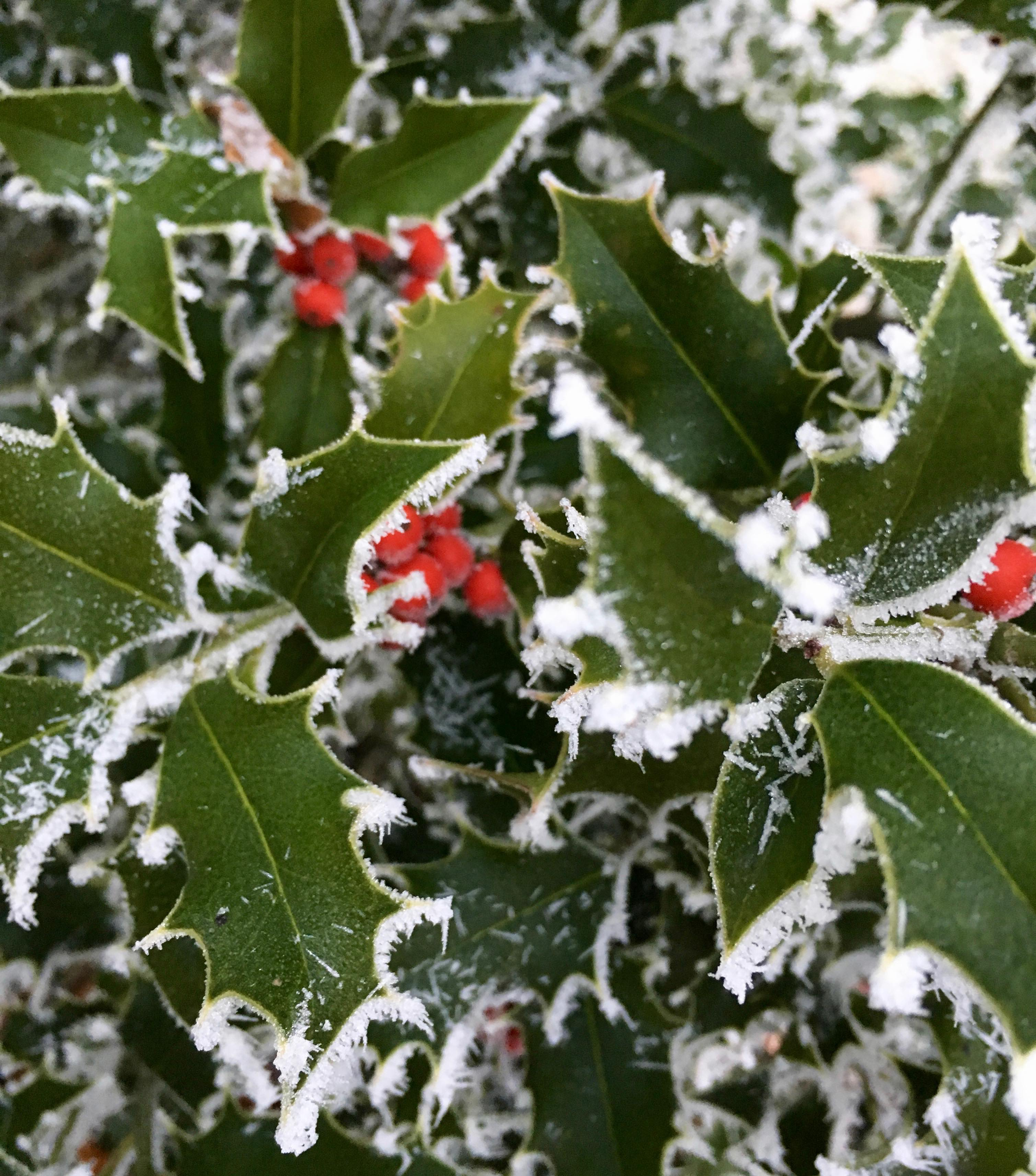
Houx sous la neige.

Depuis la nuit des temps, notamment dans l'Antiquité païenne, le houx est le symbole de la persistance de la vie végétale au cœur de l'hiver. Au IVe siècle, l'Église adapte la fête païenne des Saturnales liée au solstice d'hiver, à Noël, fête chrétienne de la Nativité de Jésus-Christ, vainquant la mort et apportant le salut éternel au genre humain. Elle conserve le symbole païen du houx et lui donne de nouvelles orientations symboliques chrétiennes.

### Le symbole de Noël

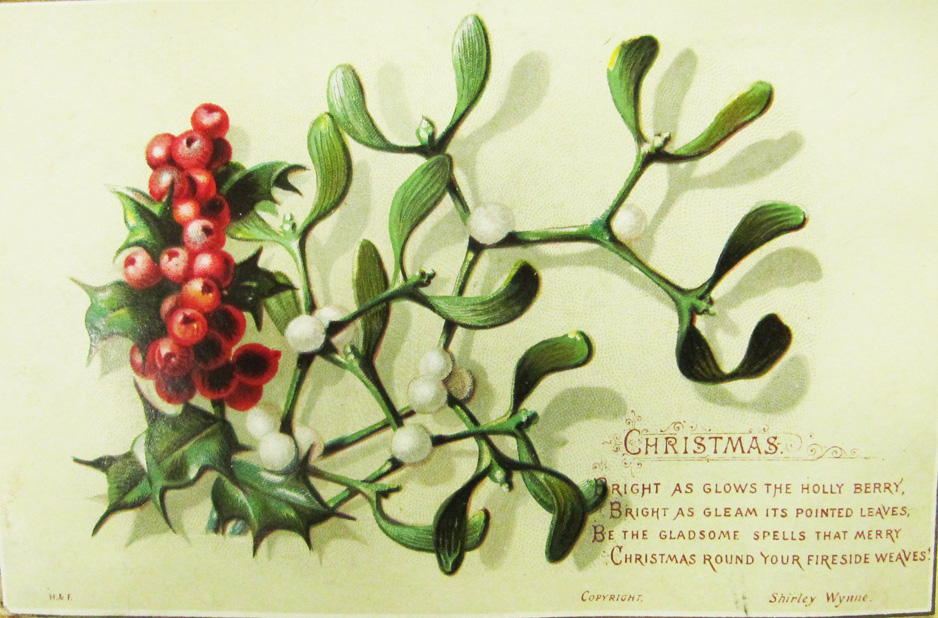
Carte de Noël d'Irlande avec une représentation d'un houx générique.

Les branchages de houx avec leurs baies rouges sont largement utilisés en décoration au moment des fêtes de Noël (cartes de vœux, papier cadeau, suspension aux portes et aux fenêtres). Le houx commun est parfois concurrencé dans cet usage par une espèce voisine, le houx verticillé (Ilex verticillata), originaire du Nord-Est de l'Amérique, aux baies rouges plus nombreuses et plus attrayantes.
Pour les chrétiens, le houx est spécifiquement associé à la naissance de l'Enfant Jésus. Selon l'Évangile de saint Marc, le roi Hérode chercha à massacrer les nouveau-nés juifs de la bourgade de Bethléem (en Galilée) pour éliminer celui que les textes prophétiques annonçaient comme le roi des juifs. Marie, Joseph et l'enfant s'enfuirent en Égypte. Selon une légende populaire, à l'approche d'une troupe de soldats, ils se cachèrent dans un buisson de houx, qui, dans un élan miraculeux, étendit ses branches pour dissimuler la Sainte Famille derrière son épais feuillage épineux et ainsi les sauva. Marie bénit alors le buisson de houx et souhaita qu'il restât toujours vert en souvenir de sa protection et comme symbole d'immortalité,,.
Autre orientation symbolique, la tradition chrétienne associe les épines et les baies rouges du houx à la couronne et au sang du Christ.

### Langage des fleurs
Dans le langage des fleurs et des plantes, le houx est le symbole de l'insensibilité.

## Divers
La famille d'Yves Joseph de Kerguelen de Trémarec, découvreur des îles Kerguelen, avait pour emblème le houx et pour devise « Vert en tous temps ». Le nom Kerguelen fait d'ailleurs référence en breton à un lieu planté de houx (= Kelenn en breton).
Dans son poème « Demain, dès l'aube… », Victor Hugo associe le houx à la bruyère pour ornementer la tombe de sa fille, Léopoldine : « Et quand j'arriverai, je mettrai sur ta tombe // Un bouquet de houx vert et de bruyère en fleur. »